# Sociedad Hullera Española
La Sociedad Hullera Española fou una empresa creada el 1892 per Claudi López i Bru, segon marquès de Comillas, dedicada a l'extracció d'hulla a Astúries.
La societat té els seus orígens a 1883, quan el I marquès de Comillas, Antonio López, va començar a explotar les mines d'Ayer per abastir les seves companyies naviliera i ferroviària. El 1892 fou transformada en la Sociedad Hullera Española pel II marquès, Claudi López, convertint-la en una de les empreses mineres asturianes més importants. Va arribar a explotar, a més d'Ayer, les mines i pous de Vanguardia, Dos Amigos, Conveniencia, Melendreros-Boo, Marianas, Moreda i San José. Destacà per la seva política de paternalisme social, lligada l'activisme catòlic de Claudi López, molt representativa d'una època fonamental de la indústria hullera asturiana, de la qual és llegat, entre d'altres, la construcció del poblat miner de Bustiello, entre 1890 i 1925, una mena de colònia obrera minera, on tots els treballadors havien de tenir unes bones condicions de vida però regir-se per normes socials i morals d'arrel cristiana. Tot i els intents de fer funcionar aquest projecte, pel qual el marquès va arribar a promoure la creació d'un sindicat catòlic, a principis de segle XX hi hagué importants tensions amb obrers socialistes.
L'empresà s'integrà a Hunosa el 1967.